# Rapsoaivi
Rapsoaivi är en kulle i Finland.   Den ligger i den ekonomiska regionen Norra Lappland och landskapet Lappland, i den norra delen av landet, 1 000 km norr om huvudstaden Helsingfors. Toppen på Rapsoaivi är 481 meter över havet, eller 121 meter över den omgivande terrängen. Bredden vid basen är 1,8 km.
Terrängen runt Rapsoaivi är huvudsakligen platt, men åt nordost är den kuperad.  Trakten runt Rapsoaivi är nära nog obefolkad, med mindre än två invånare per kvadratkilometer. Det finns inga samhällen i närheten. Omgivningarna runt Rapsoaivi är i huvudsak ett öppet busklandskap.